# 万达北路站
万达北路站位于中华人民共和国浙江省杭州市萧山区闻堰街道万达北路与湘滨路交叉口北侧，沿万达北路南北向布置，是建设中的杭州地铁4号线南段的一座地铁车站。预计于2027年年底启用。

## 车站结构
万达北路站为地下二层岛式车站，车站总长约190米，总建筑面积约11000平方米，车站设2个出入口，2组风亭。

## 历史
- 2024年10月11日，车站完成二期交改[1]。
- 2025年2月，车站基坑通过开挖节点验收，进入主体开挖施工阶段[2]。